# Liste des statues équestres d'Afrique du Sud
Cet article recense les statues équestres en Afrique du Sud.

## Liste
| Œuvre                                                       | Auteur                      | Commune        | Localisation            | Notes                  | Installation | Coordonnées                      | Illustration                                                |
| ----------------------------------------------------------- | --------------------------- | -------------- | ----------------------- | ---------------------- | ------------ | -------------------------------- | ----------------------------------------------------------- |
| Die Bittereinde                                             |                             | Bloemfontein   | Nasionale Vrouemonument |                        | 1994         | 29° 08′ 24″ sud, 26° 12′ 33″ est | Die Bittereinde                                             |
| Statue de l'adieu                                           |                             | Bloemfontein   | Nasionale Vrouemonument |                        | 1986         | 29° 08′ 27″ sud, 26° 12′ 28″ est | Statue de l'adieu                                           |
| Statue équestre de Christiaan de Wet                        | Coert Steynberg             | Bloemfontein   |                         | Christiaan de Wet      | 1954         | 29° 06′ 55″ sud, 26° 13′ 03″ est | Statue équestre de Christiaan de Wet                        |
| Statue équestre de Louis Botha                              | Raffaello Romanelli         | Le Cap         |                         | Louis Botha            | 1931         | 33° 55′ 40″ sud, 18° 25′ 10″ est | Statue équestre de Louis Botha                              |
| Réplique du mémorial national sud-africain du bois Delville | Alfred Turner               | Le Cap         | Company's Garden (en)   | Dioscures              |              | 33° 55′ 41″ sud, 18° 24′ 57″ est | Réplique du mémorial national sud-africain du bois Delville |
| Physical Energy                                             | George Frederic Watts       | Le Cap         | Rhodes Memorial         | Dédié à Cecil Rhodes   | 1902         | 33° 57′ 23″ sud, 18° 27′ 32″ est | Physical Energy                                             |
| Statue de Wolraad Woltemade                                 | Ivan Mitford-Barberton (en) | Le Cap         | Old Mutual              | Wolraad Woltemade (en) |              | 33° 55′ 25″ sud, 18° 30′ 47″ est | Image manquante                                             |
| Statue de Dick King                                         | Henry Harley Grellier       | Durban         |                         | Dick King (en)         | 1915         | 29° 51′ 57″ sud, 31° 01′ 31″ est | Statue de Dick King                                         |
| Statue équestre de Cecil Rhodes                             | Hamo Thornycroft            | Kimberley      |                         | Cecil Rhodes           | 1907         | 28° 44′ sud, 24° 46′ est         | Statue équestre de Cecil Rhodes                             |
| Statue équestre de Koos de la Rey                           |                             | Lichtenburg    |                         | Koos de la Rey         | 1965         | à géolocaliser                   | Statue équestre de Koos de la Rey                           |
| Horse Memorial                                              | Joseph Whitehead (en)       | Port Elizabeth |                         |                        | 1905         | 33° 57′ 58″ sud, 25° 36′ 34″ est | Horse Memorial                                              |
| Statue équestre de Louis Botha                              | Coert Steynberg             | Pretoria       | Union Buildings         | Louis Botha            | 1946         | 25° 44′ 42″ sud, 28° 11′ 25″ est | Image manquante                                             |
| Réplique du mémorial national sud-africain du bois Delville | Alfred Turner               | Pretoria       | Union Buildings         | Dioscures              |              | 25° 44′ 29″ sud, 28° 12′ 42″ est | Réplique du mémorial national sud-africain du bois Delville |
| Statue équestre d'Andries Pretorius                         | Coert Steynberg             | Pretoria       |                         | Andries Pretorius      | 1955         | 25° 44′ 42″ sud, 28° 11′ 25″ est | Image manquante                                             |